# Aníbal Falcão
Anníbal Falcão (Recife, Pernambuco, 1859 -  Barra Mansa, Rio de Janeiro, 1900) foi um escritor e político brasileiro.
Foi um ativo participante das campanhas pela Abolição da Escravatura e no movimento para Proclamação da República do Brasil. Eleito como deputado federal em 1890, participou da Assembléia Constituinte de 1891.
É atribuído a ele o libreto escrito com o pseudônimo de Albino Falanca ou Albemo Falanca, que serviu como enredo da ópera Colombo (ópera), do compositor brasileiro, Antônio Carlos Gomes (1836 - 1896), de quem era amigo pessoal.